# ムードン (フランス)

ムードンの位置

ムードン（Meudon）は、フランスのイル＝ド＝フランス地域圏オー＝ド＝セーヌ県の都市、コミューン。パリの南西、セーヌ川の湾曲部の南に位置する。穏やかで落ち着いた環境（990ヘクタールの面積のうち520ヘクタールが木立に覆われている）と学術の方面でその名が知られている。ムードンの森は主に市の南西にある。

## 地名
城塞を意味するガリア語の古い単語 dunos とガリア人の長の名前に由来する。

## 近隣の諸都市
オー＝ド＝セーヌ県の南部に位置し、北西でセーヴル、北でブローニュ＝ビヤンクール、北東でイシー＝レ＝ムリノー、南東でクラマール、南および南西でヴェリジー＝ヴィラクブレー、そして西でシャヴィルに隣接する。

## 歴史、逸話

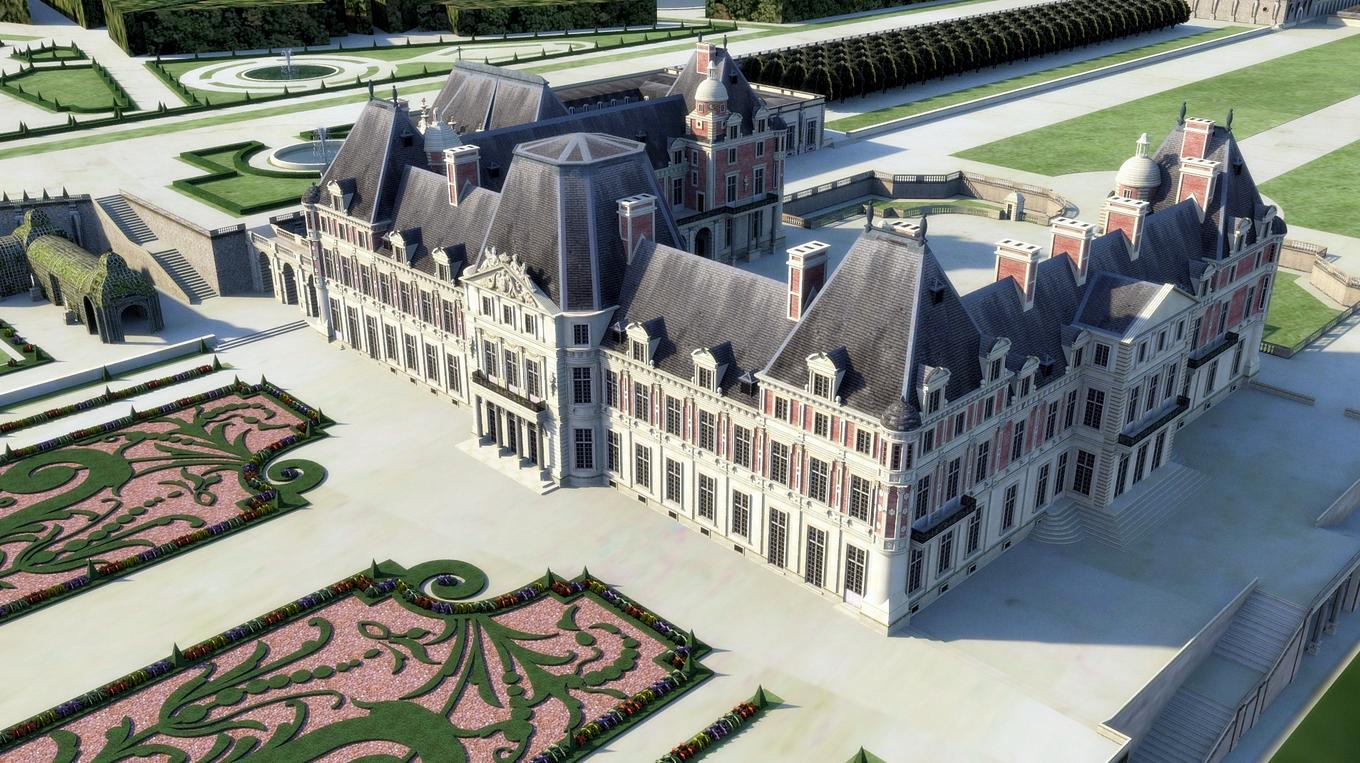
最盛期1704年頃のムードン城 (fr) 旧城箇所の復元3D (Restitution 3D du château-vieux de Meudon à son apogée, vers 1704. Franck Devedjian et Hervé Grégoire, 2012.)
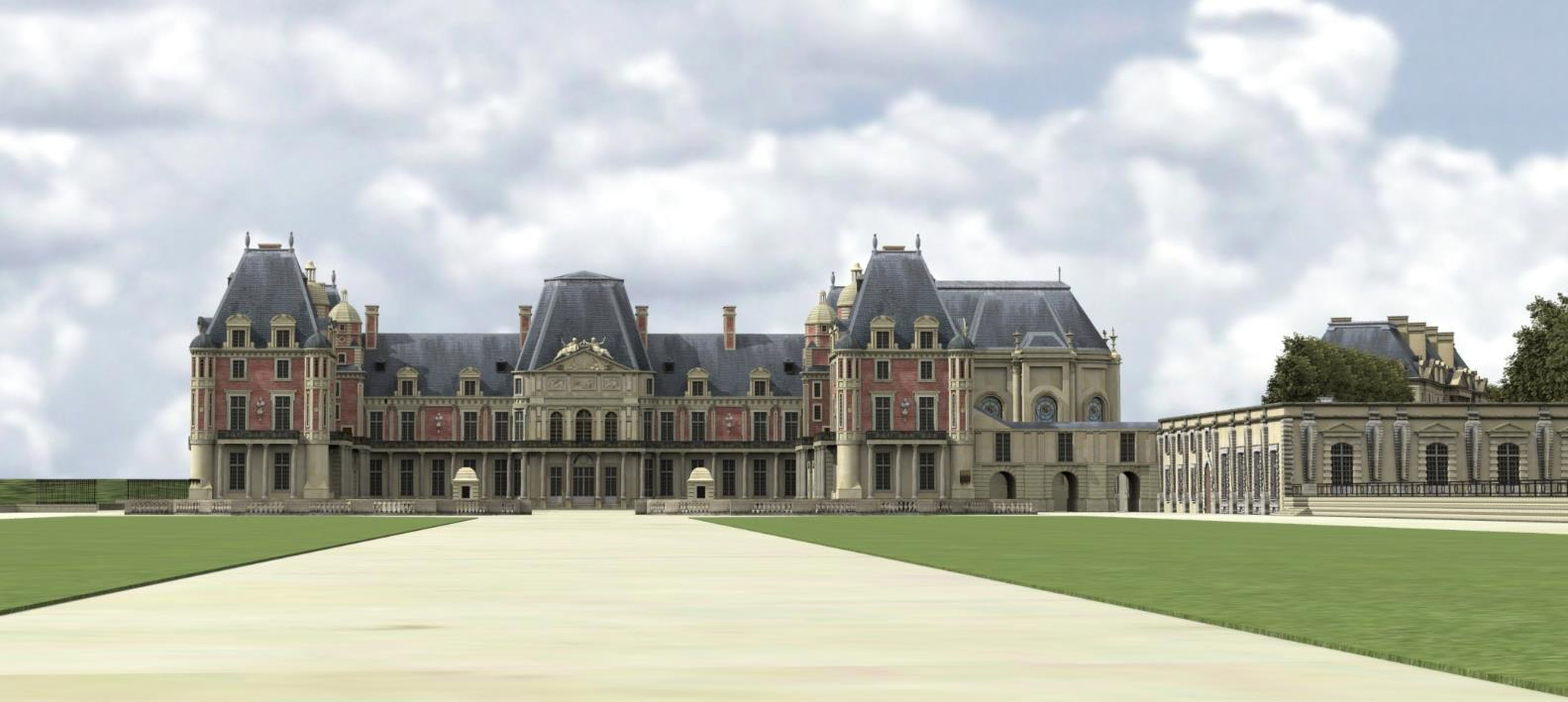
1715年頃のムードン城旧城箇所正面玄関口の復元3D (Vue de l'entrée du château de Meudon, vers 1715. Restitution 3D de Franck Devedjian et Hervé Grégoire, 2013.)
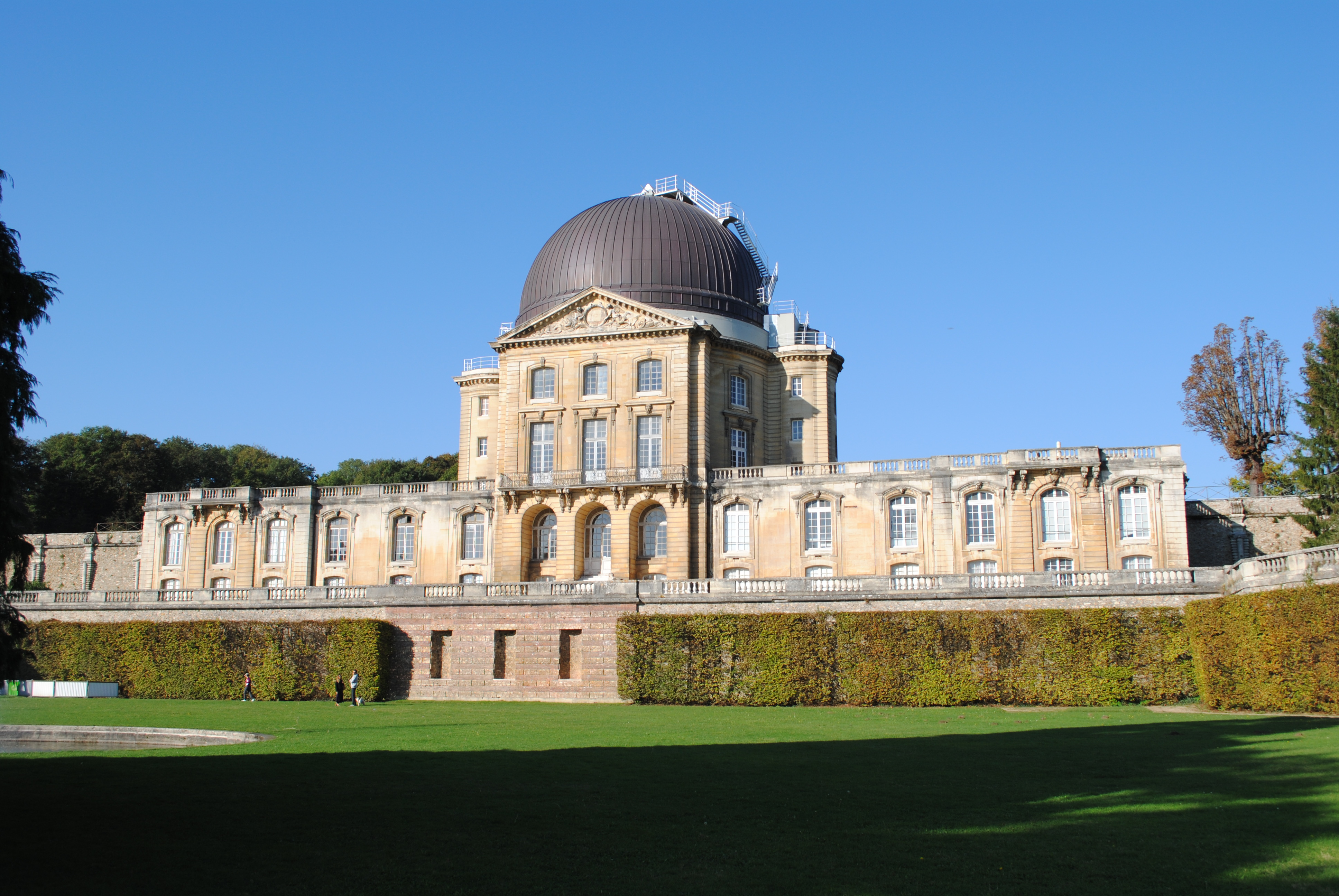
ムードン城の新城箇所にある天文台 (Les restes du Château-Neuf transformé en Observatoire. 2014.)
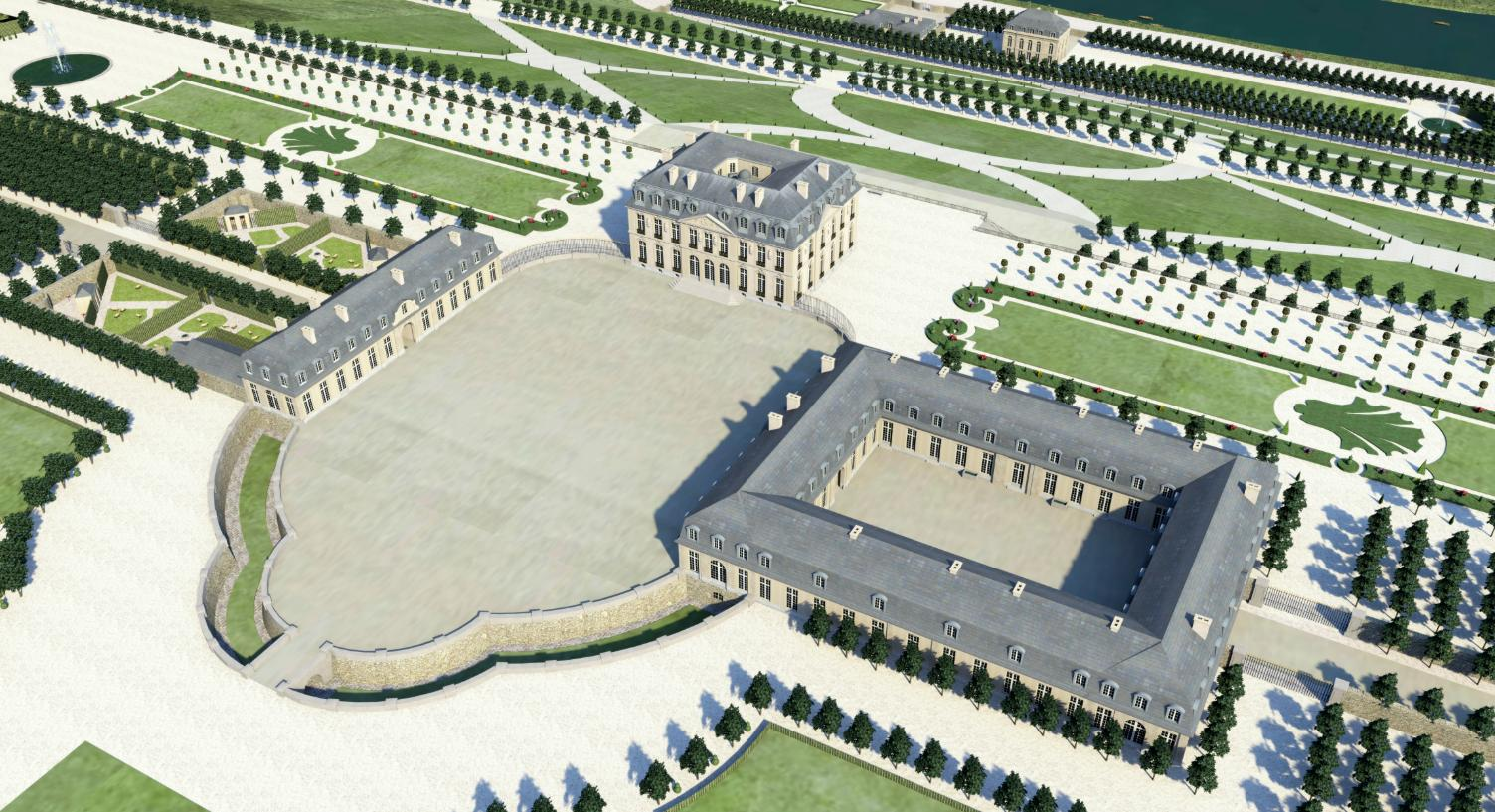
ポンパドゥール夫人時代1757年頃のベルビュー城 (fr) の復元3D (Restitution 3D du château de Bellevue vers 1757. État au temps de Mme de Pompadour. Franck Devedjian, 2012.)

- ムードンには考古学的遺跡群が点在し、新石器時代から人が住んでいたことを証拠づけている。ガリア人たちはこの地を Mole-Dum と呼び、古代ローマ人たちは Moldunum と呼んだ。
- ムードンのサン＝マルタン小教区の主任司祭職は1551年にフランソワ・ラブレーに任されていた。
- 16世紀にエタンプ公爵夫人、ロレーヌ枢機卿シャルル・ド・ギーズらが居住したシャトー・ド・ムードン (Château de Meudon) の旧城箇所 (Château-Vieux) は1795年に火事で崩壊した。新城箇所 (Château-Neuf) の遺構は、グラン・ドーファン（ルイ14世の息子）によって建てられたが、普仏戦争で1871年に焼け落ちた。1878年、この新しいほうの城館跡に天文学者ピエール・ジャンサンが天文台を創設し、1927年にパリ天文台の附設となった。
- ムードンにはもう一つ城館跡があり、1750年にポンパドゥール夫人のために建てられたシャトー・ド・ベルビュー (Château de Bellevue) があった。ポンパドゥール夫人の死後、ルイ15世のメダムらが居住したが、フランス革命で1791年に城主は不在となり1823年に取り壊された。さらに鉄道路線開通のために1940年代にも取り壊しに遭い、現在、テラスと冷蔵室の箇所が遺っている。
- ムードンは高級住宅地であり、鉄道網で各地と結ばれている。1842年5月にヴェルサイユ＝パリ間の列車の火災事故があったが、当時客車の扉は車掌たちが鍵で閉めていたので、55人が犠牲になった。この事故以来扉は走行中も開いたままでなければならないことになった。この（現実から乖離した）規定事項が消滅したのは2003年であった。あるフランス人司教は「神が人間たちに与えたこの教訓について鉄道に対する天の怒りをこの出来事に見た」と、大きな反響を引き起こした説教を行った。まさに同じ月、ローマ教皇庁はグレゴリウス16世のイニシアティヴで教皇専用列車を導入した。犠牲者の中にはジュール・デュモン・デュルヴィル提督とその家族がいた。また生存者の中にはマルグリット・ユルスナールの祖父がいた（『北の古文書』のなかのレシ＝物語）。
- フルリの丘の上にガリエラ園という施設が、ガリエラ公爵夫人 (fr) によって高齢者と孤児の世話のために設立された。建物は1885年に建設されたものである。

## 研究機関
- フランス国立科学研究センター、国立航空宇宙研究所（ONERA）、パリ天文台

## 関係者

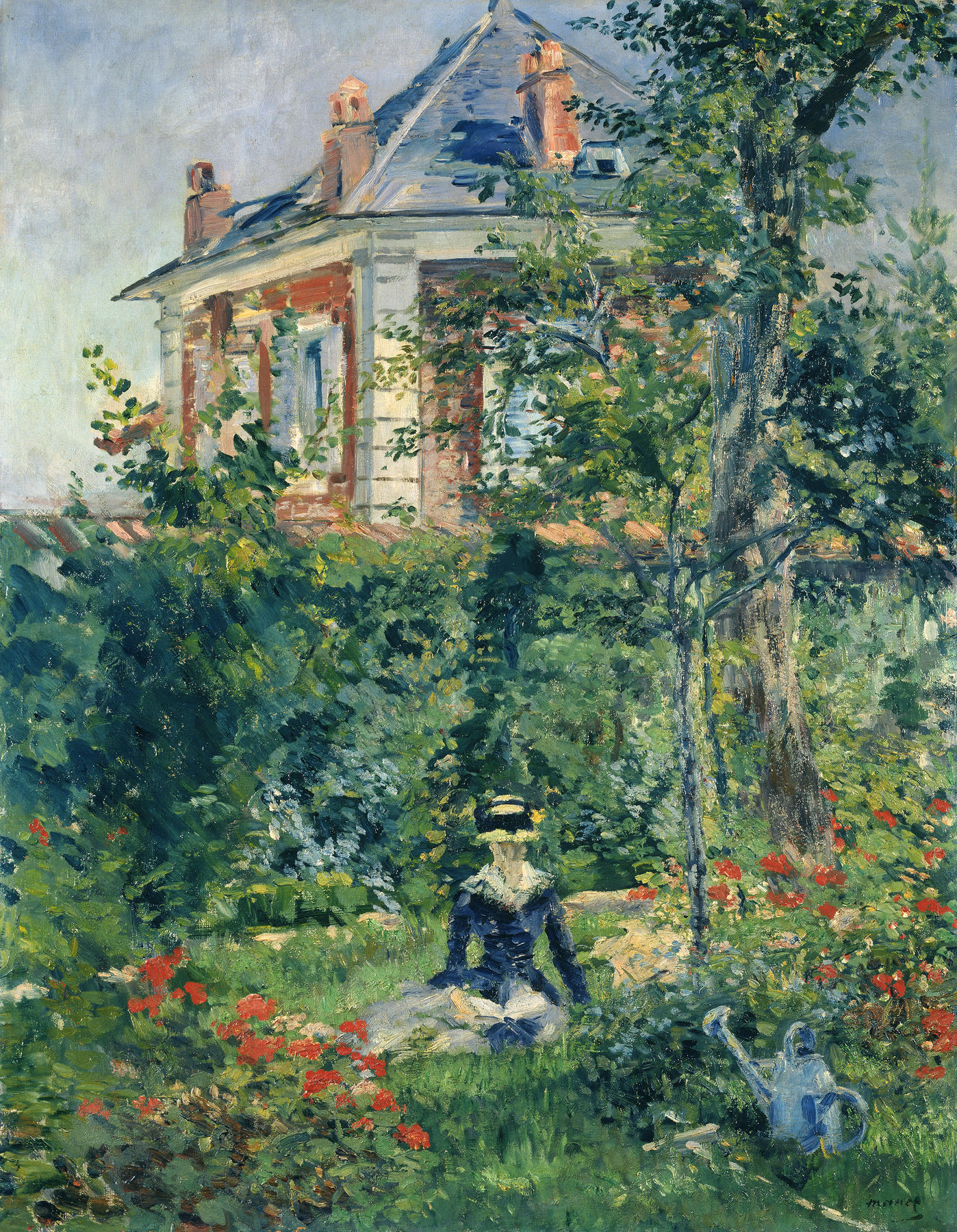
マネ『ベルヴュの庭の隅』1880年, ビュールレ・コレクション。現在のベルビュにあるサンティエ(小路)・デ・ピエール・ブランシュが題材 (Une fille dans le jardin à Bellevue - Tableau de 1880 peint par Édouard Manet représentant une maison du sentier des Pierres Blanches à Bellevue. Collection fondation E.G. Bührle, Zurich2.)。

### 出身者
- リオネル・ジョスパン - 政治家。1937年ムードン生まれ。
- ノエル・シャトレ - 作家、映画『92歳のパリジェンヌ』の原作者、リオネル・ジョスパンの妹。
- ポール・クラヴァル - 地理学者
- グレゴワール・デフレル - サッカー選手
- ロレンツォ・カレガリ - サッカー選手
- メフディ・タフラト - サッカー選手
- ジャン＝リュック・マリオン - 哲学者

### 居住その他ゆかりある人物
- ジャン＝ジャック・ルソー - 思想家。居住滞在。
- オノレ・ド・バルザック - 作家。居住。
- リヒャルト・ワグナー - 作曲家。1841年4-10月にかけてムードンに居住滞在し、『さまよえるオランダ人』を作曲した。
- アルフレッド・シスレー - 画家。ムードンで仕事、画を描いていた。
- オーギュスト・ロダン - 彫刻家。居住し当地で死去。
- エドゥアール・マネ - 画家。ベルビューに居住滞在。
- ポール・セザンヌ - 画家。ムードンで仕事、画を描いていた。
- ジャン＝ポール・サルトル - 思想家。1905-1915年にかけて母と居住し育った。
- ジャック・マリタン - 哲学者。居住滞在し、ジャン・コクトーらを家に招いていた。
- オルガ・ティス・エラザス - 旧ユーゴスラビア王国王族摂政パヴレ妃。1997年に亡くなるまで長くムードンの病院に療養していた[1]。
- ルイ＝フェルディナン・セリーヌ - 作家。1951年に居を構え、1961年に死去。妻リュセット・デトゥーシュ（フランス語版）はこの地で2019年に死去[2]。
- ジャン・アルプ、ゾフィー・トイバー＝アルプ - 画家・彫刻家の夫妻。1929年にムードンの森のはずれにアトリエを構える。現在、アトリエが保存され、作品が展示されている[3]。